# Special Herbs, Vol. 4
Special Herbs, Vol. 4 è un album della serie Special Herbs, realizzata da Daniel Dumile sotto lo pseudonimo Metal Fingers.
Le tracce dell'album non sono del tutto inedite. Infatti le prime otto tracce sono quelle che costituivano il precedente volume della serie. La ripetizione è dovuta al fatto che i due album furono pubblicati per case discografiche differenti. Per questo motivo, spesso ci si riferisce all'album come a Special Herbs, vols. 3 & 4.

## Tracce
1. "Agrimony" – 2:06
2. "Arabic Gum" – 2:50
3. "Benzoin Gum" – 2:47
4. "Bergamot Wild" – 3:25
5. "Calamus Root" – 3:49
  - Contiene un campione dam "Walk on By" di Isaac Hayes, dall'album Hot Buttered Soul.
6. "Dragon's Blood Resin" – 3:38
7. "Elder Blossoms" – 2:46
8. "Styrax Gum" – 2:32
9. "Blood Root" – 3:00
10. "Star Anis" – 3:28
11. "Lemon Grass" – 4:21
12. "Four Thieves Vinegar" – 3:34
13. "Galangal Root" – 2:33
  - Contiene un campione da "Black Cow" di Steely Dan, dall'album Aja.
14. "Spikenard" – 3:33
  - Contiene un campione da "Ain't No Price on Happiness" dei The Spinners, dall'album Mighty Love.
15. "Cinquefoil" – 2:59
16. "Hyssop" – 2:33

## Altre versioni
- "Agrimony" è la versione strumentale di "I Hear Voices" di MF DOOM featuring MF Grimm, bonus track dell'album Operation: Doomsday.
- "Arabic Gum" è la versione strumentale di "No Snakes Alive Pt. 3" di MF Grimm, da MF EP. Una seconda versione del pezzo "No Snakes Alive" è stata pubblicata da King Geedorah featuring MF Grimm e Rodan, sull'album Take Me to Your Leader.
- "Benzoin Gum" è la versione strumentale di "Krazy World" di King Geedorah featuring Gigan, dal medesimo album.
- "Bergamot Wild" è la versione strumentale di "Rain Blood" di MF Grimm featuring Megalon, da  The Downfall of Ibliys: A Ghetto Opera. È stata utilizzata anche per "Rain Blood Pt. 2" di MF Grimm, da Special Herbs and Spices Volume 1 e per "Clipse of Doom" di Ghostface Killah featuring Trife, dall'album Fishscale.
- "Calamus Root" è la versione strumentale di "Dead Bent" di MF DOOM, da Operation: Doomsday. È stata utilizzata anche per "Superhero" di MF Grimm, da Special Herbs and Spices Volume 1.
- "Dragon's Blood Resin" è la versione strumentale di "Popcorn" dei KMD, da Black Bastards Ruffs & Rares EP.
- "Elder Blossoms" è la versione strumentale di "Sumpthin's Gotta Give" di Prophetix, da High Risk.
- "Styrax Gum" è la versione strumentale di "The Final Hour" di King Geedorah featuring MF DOOM, da Take Me to Your Leader. È stata utilizzata anche per "Tick Tick Pt. 2" di MF Grimm, da Special Herbs and Spices Volume 1.
- "Star Anis" è la versione strumentale di "Space Tech Banana Clip" di Babbletron, da Mechanical Royalty.
- "Lemon Grass" è la versione strumentale di "Krazy World" di King Geedorah, da Take Me to Your Leader.
- "Four Thieves Vinegar" è la versione strumentale di "Escape From Monsta Isle" di Rodan, Megalon, Kong e Spiega, dall'album dei Monsta Island Czars, Escape from Monsta Island!.
- "Galangal Root" è la versione strumentale di "Gas Drawls" di MF DOOM, da Operation: Doomsday.
- "Spikenard" è la versione strumentale di "Go With The Flow" di MF DOOM, dallo stesso album.
- "Blood Root" è la versione strumentale di "I Hear Voices" di MF DOOM e MF GRIMM da I Hear Voices (12" LP).